# Liste des maires de Menton
La liste des maires de Menton présente la liste des maires de la commune française de Menton, située dans le département des Alpes-Maritimes en région Provence-Alpes-Côte d'Azur.

## Liste des maires

### Entre 1848 et 1861
| Période                                  | Période         | Identité                               | Étiquette | Qualité |
| ---------------------------------------- | --------------- | -------------------------------------- | --------- | --- |
| 1848                                     | ?               | Carlo Trenca                           |           | Négociant, ancien capitaine des carabiniers Président des villes libres de Menton et Roquebrune (1848 → 1849) |
| Les données manquantes sont à compléter. |                 |                                        |           | |
| 1856                                     | 12 février 1861 | Charles Gratien de Monléon (1820-1870) |           | Propriétaire                                                                                                  |

### Entre 1861 et 1944
| Période                                  | Période          | Identité                               | Étiquette          | Qualité |
| ---------------------------------------- | ---------------- | -------------------------------------- | ------------------ | --- |
| 12 février 1861                          | avril 1870       | Charles Gratien de Monléon (1820-1870) |                    | Propriétaire Conseiller général de Menton (1866 → 1870)                                                                 |
| avril 1870                               | février 1881     | Gaspard Médecin                        | Républicain modéré | Industriel négociant Député des Alpes-Maritimes (1874 → 1876) Conseiller général de Menton (1870 → 1884) Démissionnaire |
| février 1881                             | novembre 1881    | François Palmaro                       |                    | Banquier Démissionnaire                                                                                                 |
| novembre 1881                            | 1885             | Émile Biovès (1849-1918)               | GR                 | Avocat |
| 1885                                     | mai 1896         | Louis Laurenti (1841-1916)             | RG                 | Rentier Conseiller général de Menton (1889 → 1913)                                                                      |
| mai 1896                                 | 1905             | Émile Biovès (1849-1918)               | GR                 | Avocat Démissionnaire                                                                                                   |
| 1905                                     | août 1914        | François Fontana                       |                    | Administrateur de sociétés Démissionnaire                                                                               |
| août 1914                                | décembre 1919    | Jules Molinari                         |                    | Entrepreneur en marbrerie Assure l'intérim à la suite de la mobilisation de François Fontana                            |
| décembre 1919                            | 18 mai 1929      | François Fontana                       | Cartel des gauches | Administrateur de sociétés                                                                                              |
| 18 mai 1929                              | 2 mai 1932       | Adrien Bougon                          |                    | Industriel Démissionnaire                                                                                               |
| 5 juin 1932                              | mai 1935         | Adrien Camaret                         | SFIO               | Docteur en médecine |
| mai 1935                                 | 1er octobre 1943 | Jean Durandy                           | Modéré             | Ingénieur de l'Institut électrotechnique de Grenoble Conseiller général de Breil-sur-Roya (1937 → 1940) Révoqué         |
| 1er octobre 1943                         | septembre 1944   | Sébastien Dangel                       |                    | Sous-préfet honoraire Président de la délégation spéciale                                                               |
| Les données manquantes sont à compléter. |                  |                                        |                    | |

### Depuis 1944
| Période         | Période                       | Identité           | Étiquette   | Qualité |
| --------------- | ----------------------------- | ------------------ | ----------- | --- |
| 4 décembre 1944 | 7 octobre 1945                | Michel Ozenda      | SFIO/FN     | Négociant |
| 7 octobre 1945  | 10 mai 1953                   | Pierre Dormoy      | SFIO        | Ancien fonctionnaire Ancien député de la Seine (1919 → 1924) |
| 10 mai 1953     | 14 février 1954               | Julien Kubler      | RPF         | Ancien notaire et docteur en droit, résistant Premier adjoint (1947 → 1950) Conseiller général de Menton (1951 → 1958) |
| 14 février 1954 | mars 1977                     | Francis Palmero    | CR puis UDF | Fonctionnaire territorial Député des Alpes-Maritimes (4e circ.) (1958 → 1968) Sénateur des Alpes-Maritimes (1971 → 1985) Conseiller général de Menton (1958 → 1985) Président du conseil général (1961 → 1964 et 1967 → 1973)                                          |
| mars 1977       | 20 mars 1989                  | Emmanuel Aubert    | RPR         | Général de brigade aérienne Député des Alpes-Maritimes (4e circ.) (1968 → 1995) Conseiller régional de Provence-Alpes-Côte d'Azur Vice-président du conseil régional (1986 → 1988)                                                                                     |
| 20 mars 1989    | 25 octobre 2021               | Jean-Claude Guibal | UMP → LR    | Énarque, ancien dirigeant d'organisations professionnelles Député des Alpes-Maritimes (4e circ.) (1997 → 2017) Président de la CA de la Riviera française (2001 → 2008 et 2017 → 2021) Vice-président de la Mission opérationnelle transfrontalière Décédé en fonction |
| 9 novembre 2021 | En cours (au 13 février 2022) | Yves Juhel         | LR          | Retraité, ancien adjoint Président de la CA de la Riviera française (2021 → ) Réélu pour le mandat 2022-2026 |

## Conseil municipal actuel
Les 35 sièges composant le conseil municipal ont été pourvus le 28 juin 2020 à l'issue du second tour de scrutin. La liste « Unis pour Menton » (LR) conduite par le maire sortant Jean-Claude Guibal a obtenu 28 sièges tandis que la liste « Menton demain » (CNIP-RN) en a décroché 7.
À la suite de la démission de plus d'un tiers des membres du conseil municipal (23 élus sur 35), consécutive du décès de M. Guibal et de la désignation de Yves Juhel comme nouvel édile, une élection municipale partielle est organisée les 30 janvier et 6 février 2022. Elle voit la victoire de la liste « Menton pour tous » dirigée par ce dernier avec 43,11 % des voix contre 40,24 % pour la liste menée par Sandra Paire et 16,65 % pour celle d'Anthony Malvault.
Le 12 février 2022, Yves Juhel est reconduit dans ses fonctions de maire de Menton par le conseil municipal et à l'heure actuelle, il est réparti comme suit : 
On compte par ailleurs deux élus non-inscrit anciennement membres du groupe « Unis pour Menton ».

## Résultats des élections municipales

### Élection municipale partielle de 2022
| Tête de liste                      | Tête de liste    | Liste          | Premier tour | Premier tour | Second tour | Second tour | Sièges | Sièges |
| Tête de liste                      | Tête de liste    | Liste          | Voix         | %            | Voix        | %           | CM     | CA     |
| ---------------------------------- | ---------------- | -------------- | ------------ | ------------ | ----------- | ----------- | ------ | ------ |
|                                    | Yves Juhel *     | DVD            | 3 806        | 35,23        | 4 722       | 43,11       | 28     | 13     |
| Menton pour tous                   |                  |                | 3 806        | 35,23        | 4 722       | 43,11       | 28     | 13     |
|                                    | Sandra Paire     | LR             | 3 566        | 33,01        | 4 408       | 40,24       | 8      | 4      |
| Unis pour Menton                   |                  |                | 3 566        | 33,01        | 4 408       | 40,24       | 8      | 4      |
|                                    | Anthony Malvault | RN             | 1 999        | 18,50        | 1 824       | 16,65       | 3      | 1      |
| Menton avec vous                   |                  |                | 1 999        | 18,50        | 1 824       | 16,65       | 3      | 1      |
|                                    | Stéphanie Loisy  | DVG            | 1 008        | 9,33         |             |             |        |        |
| Reconcilions Menton                |                  |                | 1 008        | 9,33         |             |             |        |        |
|                                    | Marjorie Jouen   | DIV            | 424          | 3,93         |             |             |        |        |
| Collectif citoyen Menton autrement |                  |                | 424          | 3,93         |             |             |        |        |
|                                    |                  |                |              |              |             |             |        |        |
| Inscrits                           | Inscrits         | Inscrits       | 22 086       | 100,00       | 22 049      | 100,00      |        |        |
| Abstentions                        | Abstentions      | Abstentions    | 11 052       | 50,04        | 10 659      | 48,34       |        |        |
| Votants                            | Votants          | Votants        | 11 034       | 49,96        | 11 390      | 51,65       |        |        |
| Blancs et nuls                     | Blancs et nuls   | Blancs et nuls | 231          | 2,09         | 436         | 3,83        |        |        |
| Exprimés                           | Exprimés         | Exprimés       | 10 803       | 97,91        | 10 954      | 96,17       |        |        |
| * Liste du maire sortant           |                  |                |              |              |             |             |        |        |